# 紹興和議

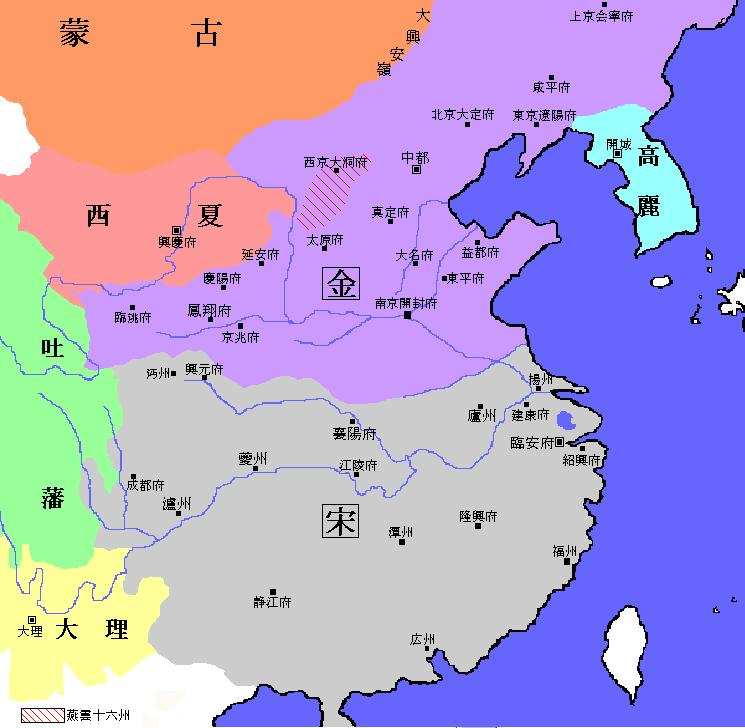
1141年《紹興和議》後宋金版圖

紹興和議是南宋和金朝在宋紹興十一年（1141年）達成的第二次和議，宋高宗在急於求和下，接受了金朝的苛刻條件。此和議達至宋金近一百年南北分治的局面，大致以秦嶺淮河線為界。

## 背景

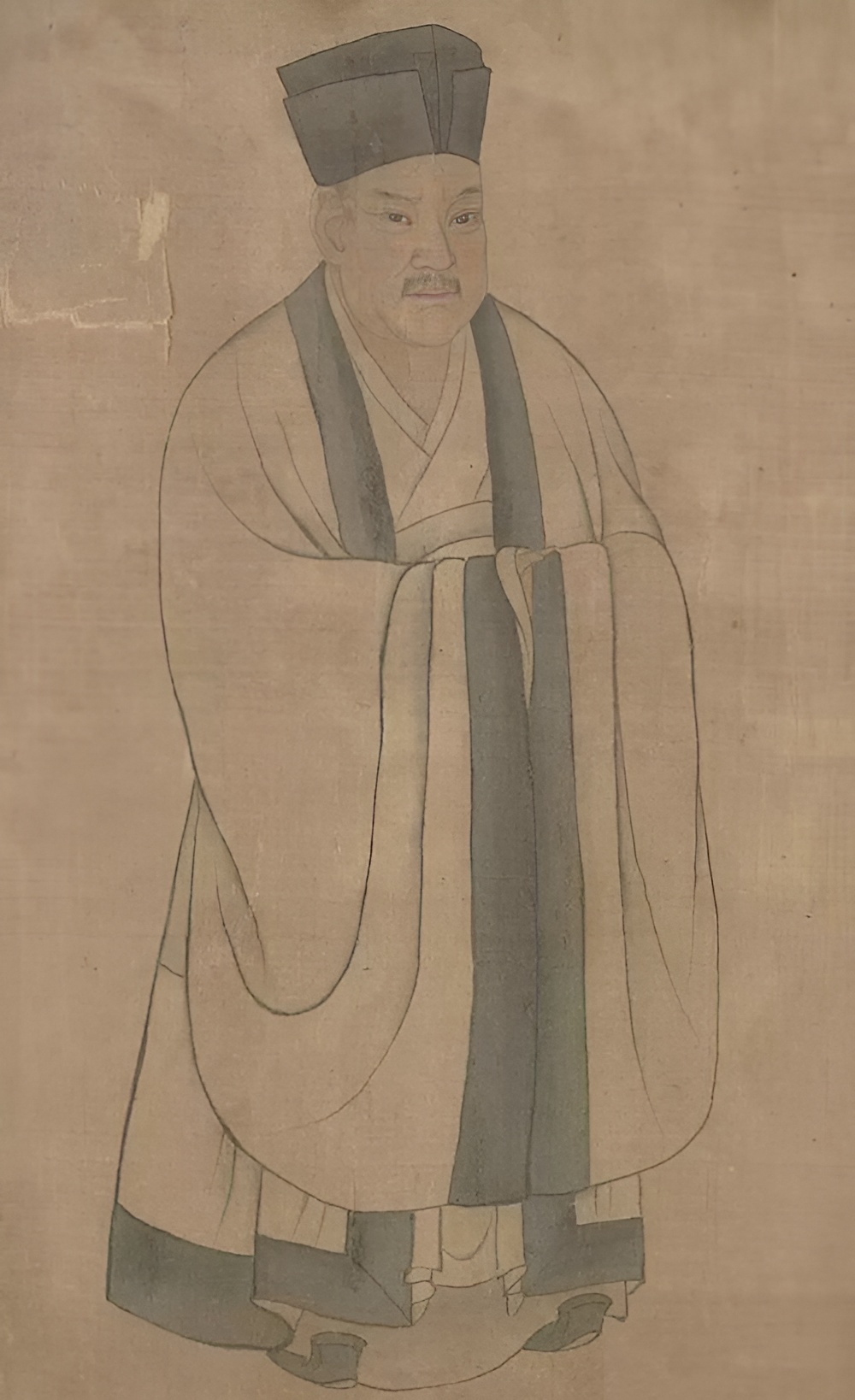
紹興七年（1137年）宋高宗以“宣和皇后春秋高，朕思之不遑甯處，屈己請和，正為此耳。”為由，籲向金朝議和，次年任秦檜為相，圖為南宋·《八相圖》所繪之秦檜立像

紹興七年（1137年）宋高宗生父宋徽宗的死訊傳到南宋。「帝號慟，諭輔臣曰：『宣和皇后春秋高，朕思之不遑甯處，屈己請和，正為此耳。』」翰林學士朱震引用唐德宗李适的事，請趙構遙尊韋氏為皇太后，趙構聽從。
紹興八年（1138年）因金熙宗即位不久政权未穩固，金朝大臣完颜昌主张与宋议和，和南宋的秦檜、王倫達成協議，兩國簽訂第一次和議，由宋高宗向金稱臣，金把之前撤銷的偽齊領土，黃河以南陝西、河南歸還南宋，金佔領山東半島。隔年，正式割領土給宋，但宋徽宗的梓宫和高宗生母韋氏卻仍未還宋。此時金朝主戰派完颜宗弼對主和派完颜昌不滿，發動政變、撕毀和議並重佔陝西、河南。
紹興十年（1140年）金军的前几个主帅完颜宗望、完颜宗辅、完颜宗翰已先后病故，完颜昌刚被完颜宗弼（兀朮）發動政變殺害，完颜宗弼成为唯一的金军总指挥，其所部是金国最精锐的部队，快速攻下大部分的陝西與河南。但完颜宗弼却先在开封正南偏东的顺昌败于劉錡所部的「八字军」，再于开封西南的郾城和颖昌，在金女真精锐部队所拿手的骑兵对阵中两次败于岳飞的岳家军，只在开封东南面的淮西亳州、宿州一带战胜了宋军中最弱的张俊一军，在宋高宗以「十二道金牌」召回岳家军前，金军已被压缩到故都开封东部和北部。
南宋紹興十一年（1141年）二月，金熙宗對南宋示好，将死去的宋徽宗追封为天水郡王，将在押的宋钦宗封为天水郡公。第一提高了级别，原来封徽宗为二品昏德公，追封为王升为一品，原來封钦宗为三品重昏侯，现封为公升为二品。第二是去掉了原封号中的污侮含义。第三是以赵姓天水族望之郡作为封号，以示尊重。同時，在宋军中最强大的岳家军根本未参战的情况下，完颜宗弼的金国最精锐的部队又在淮西柘皋先败于张俊部下杨沂中和劉錡的联军，后来虽然因为张俊抢功调走劉錡，完颜宗弼在濠州胜宋军中最弱的张俊一军，但由于韩世忠军和岳家军赶到，完颜宗弼不得不退军北上。
至此，南宋可戰而不戰。但為了徹底求和，四月下旬，高宗解除了岳飛、韓世忠、刘錡、杨沂中等大將的兵權，为《紹興和議》做好了准备。十月，南宋派魏良臣赴金，提出要再次議和。
十一月，金派蕭毅、邢具瞻為審議使，隨魏良臣回南宋，提出再次議和的條件。此時趙構生母韋氏托人將一封信送到趙構手里。「洪皓在燕，求得(韋)后書，遣李微持歸。帝大喜曰：『遣使百輩，不如一書。』遂加(李)微官。金人遣蕭毅、邢具瞻來議和，帝曰：『朕有天下，而養不及親。徽宗無及矣！今立誓信，當明言歸我(韋)太后，朕不恥和。不然，朕不憚用兵。』(蕭)毅等還，帝又語之曰：『(韋)太后果還，自當謹守誓約。如其未也，雖有誓約，徒為虛文。』」當月，《绍兴和議》最后的書面內容即达成。

## 宋高宗殺岳飛
绍兴十一年十二月末除夕夜（1142年1月27日）宋高宗以“莫須有”的罪名殺岳飛與其子岳雲、部將張憲于臨安（今杭州），据《宋史》载這是为了满足完颜宗弼為《皇統和議》所设的前提以防止岳飛的十萬岳家軍攻入黃河以北，以及要求殺岳飛才可议和。
宋高宗杀岳飛後，立刻成功地迎回生母韦氏。《宋史·高宗本紀》記載：紹興十二年夏四月丁卯（1142年5月1日）「(韋)皇太后偕梓宫(徽宗灵柩) 发五国城，金遣完颜宗贤护送梓宫，高居安护送皇太后」。
岳飛于绍兴十一年除夕夜（1142年1月27日）被杀，南宋使节立刻于紹興十二年（1142年）正月带着正式照函从岳飛被杀的临安（今杭州）去金囚禁宋钦宗和韋氏的五国城（今黑龙江哈尔滨市依兰县依兰镇五国城村）接人，韋氏四月丁卯（5月1日）即啟程回宋，八月壬午（9月13日）韋氏到達宋都臨安。從正月初一到八月壬午，除了用時在行程腳力上，沒有明顯的拖延。
韦太后南归后，问宋高宗为何没有见到“大小眼将军”，得知岳飞已被高宗为了议和处决后，怒斥高宗，甚至一度要出家，高宗伏地请罪才作罢。
宋高宗原本在议和时提出归还的是“母兄亲族”，即兄长钦宗及亲族也应该在被归还之列，金朝也答应，宋高宗已经命令临安府为钦宗修宫殿。但因为完颜宗弼反悔，钦宗等人终身未能南归。

## 結果

### 條約內容
1. 重劃宋、金兩國的邊界，東以淮水中流、西以大散關為界，宋割唐州、鄧州（在今河南省），又重定陝西地界，宋失去商州（在今陝西省）、秦州（在今甘肅省）兩州約一半土地予金。
2. 宋奉表稱臣於金，金冊宋主為皇帝。
3. 每逢金主生日及元旦，宋均須遣使稱賀。
4. 宋每年向金繳納貢銀二十五萬兩、絹二十五萬匹。從紹興十二年（1142年）開始，每年春季送至泗州交納。

《紹興和議》確定了完顏昌提出的、秦檜大力提倡的“南自南，北自北”，即原籍在《紹興和議》規定的南宋境內的漢人歸南宋，原籍在《紹興和議》規定的金境內的漢人歸金。從此北方漢人不但完全成為金朝臣民，而且不能南逃，否則將被遣返。這造成了北方漢人沒有選擇地成了南宋的敵國子民，並確立宋金南北对峙局面。南宋初年的名將，包括中興四將中的岳飛、韓世忠、劉光世以及劉錡、吳玠、楊沂中均為華北漢人，從小接受忠於宋朝的教育，忠心保衛宋朝，在抗金多年以後，終於有擊敗完顏宗弼等金主戰派並有收復失地的實力。1279年滅宋的元鎮國大將軍張弘範和他的父親張柔是河北的金朝漢人，從未接受忠於宋朝的教育，元代金后一路擊敗南宋優勢兵力，崖山海戰滅宋後張弘範在崖山寫下「鎮國大將軍張弘範滅宋於此」十二字。